# Phlyctaenia coronatoides
Phlyctaenia coronatoides là một loài bướm đêm trong họ Crambidae.